# John Roberts (Fußballspieler, 1946)
John Griffith Roberts (* 11. September 1946 in Abercynon; † 4. Januar 2016) war ein walisischer Fußballspieler. Zunächst als Stürmer und später zumeist in der Defensive eingesetzt, war der 22-fache walisische Nationalspieler zu Beginn der 1970er-Jahre für den FC Arsenal aktiv und damit Teil der Meistermannschaft 1971.

## Sportlicher Werdegang
Nach ersten Erfahrungen beim heimischen Klub Abercynon Athletic zog es Roberts, der vor dem Beginn der Profilaufbahn als Feuerwehrmann gearbeitet hatte, im Juli 1964 zu Swansea Town. Dort erhielt er erst nach dem 1965er Abstieg in die dritte englische Liga die ersten Bewährungschancen und obwohl er in der Saison 1966/67 dreizehn Tore erzielte, folgte der nächste Abstieg. Kurze Zeit später kehrte er mit seinem Wechsel zu Northampton Town in die dritte englische Liga zurück, aber bereits zwei Jahre später ereilte ihn der nächste sportliche Rückschlag, als es auch für Northampton 1969 hinunter in die Fourth Division ging.
Im Frühjahr 1969 zog es Roberts schließlich für eine Ablösesumme von 35.000 Pfund zum FC Arsenal. In der Abwehrformation der „Gunners“ blieb dem Neuling, der als vormaliger Stürmer mittlerweile zum Abwehrspieler umgeschult worden war, jedoch zumeist nur die Rolle des Ersatzmanns und neben den elf Ligaeinsätzen in seiner ersten Saison 1969/70 blieb er in sämtlichen Partien auf dem Weg zum Sieg im Messepokal außen vor. Als Arsenal in der folgenden Spielzeit 1970/71 das „Double“ aus englischer Meisterschaft und FA Cup errang, war er ebenso wenig in den Pokalspielen vertreten. Sein Beitrag beschränkte sich zu Saisonbeginn auf die Vertretung von Frank McLintock und Peter Simpson – die letztlich 18 Ligapartien reichten für den offiziellen Erhalt einer Meistermedaille aus. Obwohl er die persönliche Ausbeute im anschließenden Jahr knapp überbot und sogar drei Tore schoss, blieb die Aussicht auf einen Stammplatz vage und knapp nach Beginn der Saison 1972/73 ließ ihn Arsenal im Oktober 1972 für etwa 150.000 Pfund zum Erstligakonkurrenten Birmingham City weiterziehen. Zwischendurch hatte er es auch regelmäßig in die walisische A-Nationalmannschaft geschafft und zwischen 1971 und 1976 absolvierte er insgesamt 22 Länderspiele.
Die „Blues“, die kurz zuvor erst in die englische Eliteklasse aufgestiegen waren, hatten bei diesem Transfer erstmals eine sechsstellige Summe für einen Spieler gezahlt und so überraschte es nicht, dass der Neuling spätestens zur Jahreswende im Team von Trainer Freddie Goodwin zu einer festen Größe wurde. Das Glück wendete sich jedoch nach der zweiten Saison 1973/74 mit insgesamt 36 Pflichtspieleinsätzen und Roberts verlor der Anschluss mit gerade einmal 15 Ligapartien in zwei Jahren. So verließ er Birmingham im August 1976 in Richtung walisische Heimat und mit dem in der dritten englischen Liga spielenden AFC Wrexham fand er einen neuen Arbeitgeber.
In Wrexham feierte Roberts einige Achtungserfolge. Er bestritt innerhalb von drei Jahren 125 Ligaspiele, stieg 1978 mit dem Klub in die zweite Liga auf und gewann dazu den walisischen Pokal. Damit qualifizierte er sich auch für den Europapokal der Pokalsieger, scheiterte dort aber mit seinem Team schon in der ersten Runde an HNK Rijeka (0:3, 2:0). Zu Beginn der 1980er-Jahre ließ er seine Karriere zunächst bei Hull City (1980–1982) und später bei Oswestry Town ausklingen. Bei zuletzt genanntem Klub übte er bis 1983 die Funktion des Spielertrainers aus.

## Titel/Auszeichnungen
- Englische Meisterschaft (1): 1971
- Walisischer Pokal (1): 1978